# Tidvattnets furste
Tidvattnets furste (The Prince of Tides) är en amerikansk romantisk dramafilm från 1991, regisserad av Barbra Streisand. Filmen är baserad på romanen med samma namn av Pat Conroy. Huvudrollerna i filmen spelas av Nick Nolte och Barbra Streisand.
Filmen var nominerad till sju stycken Oscars, bland annat för bästa film, men vann ingen. Nolte vann dock en Golden Globe för bästa manliga huvudroll (drama).

## Handling
Efter sin systers självmordsförsök beger sig Tom Wingo till New York för att hjälpa systerns psykiater, Susan Lowenstein, med att avslöja familjens fruktansvärda hemligheter. Det visar sig snart att även Tom bär på en rad otäcka minnen. I takt med att han och Susan går allt längre in i lögnens och hemligheternas labyrint, sker det oundvikliga, de faller för varandra...

## Rollista
- Nick Nolte - Tom Wingo
- Barbra Streisand - Susan Lowenstein
- Blythe Danner - Sallie Wingo
- Kate Nelligan - Lila Wingo Newbury
- Jeroen Krabbé - Herbert Woodruff
- Melinda Dillon - Savannah Wingo
- George Carlin - Eddie Detreville
- Jason Gould - Bernard Woodruff